# Carlos Galettini
Carlos Galettini, nacido Domingo Genaro Galettini (Buenos Aires, 23 de junio), es un guionista y director de cine argentino. Varias de sus películas son consideradas obras de culto. Es conocido popularmente por una serie de filmes que realizó junto a un grupo recurrente de actores y comediantes, el cual estaba integrado por Guillermo Francella, Emilio Disi, Alberto Fernández de Rosa, Gino Renni y Berugo Carámbula. Es presidente de la DAC, asociación de Directores Argentinos Cinematográficos.

## Carrera
Entre las películas que ha filmado se destaca Convivencia, que recibió el Premio Cóndor de Plata como Mejor película argentina, junto a una serie de comedias populares, con los comediantes más exitosos de su país, como la saga de Los extermineitors o la de Los bañeros. También fue asistente de director (de Sergio Renán), en La tregua (1974), primera película argentina en haber sido nominada para el Oscar.

## Filmografía
Director
- Sueños acribillados (2016)
- La patria equivocada (2011)
- Ciudad del Sol (2003)
- Dibu 2, la venganza de Nasty (1998)
- Besos en la frente (1996)
- Policía corrupto (1996)
- Convivencia (1994)
- Extermineitors IV, como hermanos gemelos (1992)
- Extermineitors III, La gran pelea final (1991)
- Extermineitors II, la venganza del dragón (1990)
- Los extermineitors (1989)
- Bañeros II, la playa loca (1989)
- Las locuras del extraterrestre (1988)
- Los pilotos más locos del mundo (1988)
- Los matamonstruos en la mansión del terror (1987)
- Los bañeros más locos del mundo (1987)
- Seré cualquier cosa, pero te quiero (1986)
- Los tigres de la memoria (1984)
- Se acabó el curro (1983)
- Los superagentes y la gran aventura del oro (1980)
- Los superagentes contra todos (1980)
- La aventura de los paraguas asesinos (1979)
- Cuatro pícaros bomberos (1979)
- Juan que reía (1976)
- Las sorpresas (1975)

Guionista
- Sueños acribillados (2016)
- Pagliaccio (2004)
- Rosaura a las 10 (1999)
- Besos en la frente (1996)
- Convivencia (1994)
- Los tigres de la memoria (1984)
- Se acabó el curro (1983)
- La aventura de los paraguas asesinos (1979)

Actor
- Cacería (2002)
- Buenos Aires viceversa (1996) (como Don Nicolás)
- Los superagentes contra todos (1980)

Asistente de director
- Paño verde (1973)
- El bulín (1969)
- Tacuara y Chamorro, pichones de hombre (1967)

Ayudante de director
- Mannequin... alta tensión (1979)

### Videos/Directamente para vídeo
Director
- Charly, días de sangre (1990)
- Tachero nocturno (1988)

## Televisión
Director
- Pagliaccio (telefilm, 2004)
- Rosaura a las diez (telefilm, 1999)